# Могочинский регион Забайкальской железной дороги
Могочинский регион Забайкальской железной дороги — территориальное структурное подразделение филиала РЖД «Забайкальская железная дорога».

## Описание
Обслуживает железные дороги протяжённостью 900 км (главный ход Транссибирской магистрали (764 км) и несколько веток, на которых эксплуатируются тепловозы) начиная от станции Шилка-Товарная до станции Уруша (дороги большей частью в Забайкальском крае, также в Амурской области).  Пути проходят преимущественно вдоль различной длины рек по низкогорью и многолетней мерзлоте. В состав региона входят 45 станций, из которых 7 крупные (распорядительные). Объединяет 7 депо (локомотивные и вагонные), к региону относятся свыше 10 различных дистанций, 2 энергоучастка, ПМС, рельсосварочный поезд, автобаза. Подразделение в основном занимается транзитными перевозками.

## История
Создан в 1960 году. 
С 1994 года главный ход дороги электрифицирован.
По данным на 2000 год грузооборот составил 31 076 млн т-км. Было отправлено 456 тысяч тонн грузов, из которых 80 тыс. — строительные, древесина — 40 тыс., каменный уголь — 34 тыс. Число работников в среднем — 14 900 человек. Пассажирооборот составил 93 млн.
На 2002 год эти же показатели имели следующие значения: грузооборот 36 201 млн т-км, пассажирооборот (870 млн) и среднее число работников (14 200) снизились.

Трое работников региона были награждены орденом Трудового Красного Знамени, восемь — орденом Ленина.